# 石本巳四雄
石本 巳四雄（いしもと みしお、1893年（明治26年）9月17日 - 1940年（昭和15年）2月4日）は、日本の地震学者。シリカ傾斜計や加速度地震計を発明したことで知られる。

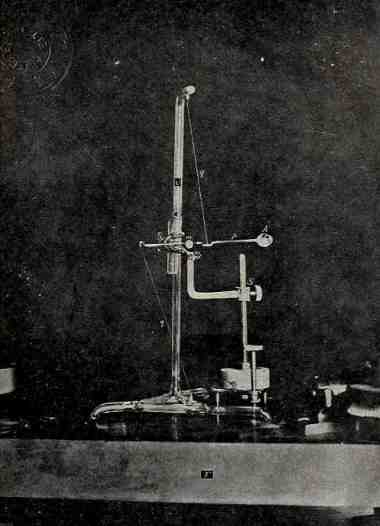
シリカ傾斜計 個体摩擦が極めて低く、空気の対流も感知してしまうため、観測時にはガラスで覆って使用する。

## 経歴
石本新六陸軍中将の四男として東京小石川で生れる。巳年生まれの四男であったことから巳四雄と命名された。東京高等師範学校付属中学校、第一高等学校を経て、1917年（大正6年）東京帝国大学理科大学実験物理学科を卒業した。同工科大学造船学科に勤務、1919年（大正8年）三菱造船研究所勤務の後、1921年（大正10年）から1924年（大正13年）までフランスへ留学しポール・ランジュバンの指導を受ける。
帰国後の1925年（大正14年）11月東京帝国大学助教授（地震研究所）に赴任、土地の傾斜をはかるシリカ傾斜計や加速度地震計などを考案し地震の原因としてマグマ貫入説（岩漿貫入地震説）をとなえた。1928年（昭和3年）東京帝国大学教授、1933年（昭和8年）地震研究所第2代所長となる。同年、地震計測についての研究が評価され帝国学士院賞を受賞した。石本による地震計測機器の発明は日本の地震工学の発展に貢献し、1948年（昭和23年）に中央気象台の地震観測所（現・気象庁松代地震観測所）でシリカ傾斜計による観測が開始され、加速度地震計は発明から約80年後においても石本式加速度計として使用されている。1936年（昭和11年）に高等官二等に昇叙された。1938年（昭和13年）第二回日伊交換教授に推薦され、イタリア滞在約4か月の間にローマ大学ほかナポリ・メッシーナの各大学で地震学に関する講義・講演を行った。1939年（昭和14年）には飯田汲事と共同で、「ある観測点で記録された地震動の最大振幅と出現頻度との関係についての式」（石本-飯田の式）を発表した。同年5月病気のため本人の願により所長を免ぜられ、翌1940年（昭和15年）2月4日に脳溢血の再発により死去した。死後の翌5日、高等官一等昇叙並びに正四位勲三等瑞宝章が授けられた。
地震以外の研究としては音響工学の研究も併存的に行っていた。1936年(昭和11年)に日本音響学会の発足を共同で呼びかけ、同初代会長に選任されている。

## 人物
- 趣味は音楽、絵画、謡曲、俳諧、禅、水泳と多趣味であったが、思索することが好きというより本能といってよいほど年中考えていたと夫人の石本美佐保は『学人学語』の巻末記で述べている。
- 石本と水泳の関わりは自らが少年時代に選手をしていたり、明治神宮水泳場建設委員、東京小学校水泳連盟会長や東京帝国大学水上競技部部長を務め、また古式泳法の演武にも力を入れるなど深いものがあり、日本水泳界の基盤作りに手腕を発揮した人物でもあった[1]。
- 地震研究所所長時代には、災害や温泉などを著したかわら版や鯰絵を収集していた。石本の死後、これらは遺族により研究遺品として地震研究所と東京大学総合図書館に寄贈され、『石本コレクション』（地震火災版画張交帖）としてホームページに公開されている[3]。
- 研究者の心構えとして、欧米の研究に目を配るのは当然ではあるが、それのみを唯一の方向性であると考え楽な道を追従するのは実に嘆かわしく、参考とするのはよいが追従してはならないと戒めている[9]。

## 親族
- 兄 石本恵吉（実業家）・石本憲治（南満洲鉄道理事）・石本寅三（陸軍中将）
- 弟 石本五雄（陸軍少将）
- 義兄弟 瀧川政次郎（法学博士）
- 従兄弟 安達十六（陸軍少将）・安達十九（陸軍中将）・安達二十三（陸軍中将）
- 子 石本眞（生化学者、北海道大学名誉教授）

## 主な著書
- 地震現象より見たる地殻変動（1931年、岩波書店）
- 振動実験及測定法（1933年、共立出版、実験工学講座十二巻の中）
- 地震と其の研究（1935年、古今書院）
- 地震学より見たる日本の文化（1939年、数學局＜教學叢書＞、特輯11）
- 科学への道（1939年、柁谷書院）
- 学人学語（1940年、柁谷書院）
- 石本巳四雄教授記念論文集（1942年、故石本巳四雄教授記念論文集出版会）

### 共著
- 石本巳四雄・栗原嘉名芽著 音響学（1930年、共立出版）

## 主要論文
- 地塊運動の物理的考察 地理学評論 Vol.4 (1928) No.6 P.551-561, doi:10.4157/grj.4.551
- 「シリカ」傾斜計 地震 第1輯 Vol.1 (1929) No.1 P.17-32, doi:10.14834/zisin1929.1.17
- 地震発生の機巧に就いて 東京帝国大学地震研究所彙報. 第6冊, 1929.4.23, pp.127-147, hdl:2261/9913
- 地震に關係して重力は變化するか 地震 第1輯 Vol.1 (1929) No.4 P.241-249, doi:10.14834/zisin1929.1.241
- 伊東地震と地震傾斜變化の觀測 東京帝国大学地震研究所彙報. 第8冊第4号, 1930.12.16, pp.427-458
- 地震強度觀測の必要 地震 第1輯 Vol.1 (1929) No.12 P.877-888, doi:10.14834/zisin1929.1.877
- 日本古來の地震原因觀 地震 第1輯 Vol.3 (1931) No.1 P.39-44, doi:10.14834/zisin1929.3.39
- 地震の定義 地震 第１輯 Vol.5 (1933) No.3 P.135-140, doi:10.14834/zisin1929.5.135
- 津浪と高潮とに就て 地震 第1輯 Vol.7 (1935) No.8 P.438-441, doi:10.14834/zisin1929.7.438
- 東京横濱市内10個所における地震動加速度觀測(2) 東京帝国大学地震研究所彙報. 第13冊第3号, 1935.9.30, pp.5.92-607, hdl:2261/10211
- 地震の原因に就て 地学雑誌 Vol.48 (1936) No.9 P.399-412, doi:10.5026/jgeography.48.399
- 出羽村及び濱松町における地震動卓越周期の觀測 東京帝国大学地震研究所彙報. 第14冊第2号, 1936.6.5, pp.240-247, hdl:2261/10261
- 土の粘彈性と剪斷抵抗 東京帝国大学地震研究所彙報. 第14冊第4号, 1936.12.21, pp.534-542, hdl:2261/10288
- 震央距離の比校的大なる地震による東京近傍卓越振動周期 東京帝国大学地震研究所彙報. 第15冊第2号, 1937.6.20, pp.536-543, hdl:2261/10329
- 餘震發生と地殼變形とに就て 地震 第1輯 Vol.9 (1937) No.3 P.108-117, doi:10.14834/zisin1929.9.108
- 徳川時代に於ける地震學 (1) 地震 第1輯 Vol.9 (1937) No.3 P.139-141, doi:10.14834/zisin1929.9.139
- 徳川時代に於ける地震學 (2) 地震 第1輯 Vol.9 (1937) No.4 P.191-194, doi:10.14834/zisin1929.9.191
- 徳川時代に於ける地震學 (3) 地震 第1輯 Vol.9 (1937) No.5 P.236-241, doi:10.14834/zisin1929.9.236
- 徳川時代に於ける地震學 (4) 地震 第1輯 Vol.9 (1937) No.6 P.286-290_1, doi:10.14834/zisin1929.9.286
- 徳川時代に於ける地震學 (5) 地震 第1輯 Vol.9 (1937) No.7 P.330-336, doi:10.14834/zisin1929.9.330
- 地震斷層と地塊運動 地震 第1輯 Vol.9 (1937) No.8 P.350-354,doi:10.14834/zisin1929.9.350
- 徳川時代に於ける地震學 (完) 地震 第1輯 Vol.9 (1937) No.8 P.369-376, doi:10.14834/zisin1929.9.369
- 和達博士論文「地震發現機構及び震波傳播に關する諸問題」を讀みて 地震 第1輯 Vol.9 (1937) No.11 P511-522, doi:10.14834/zisin1929.9.511
- 波浪の與へる災害に就て 地震 第1輯 Vol.10 (1938) No.9 P.391-393, doi:10.14834/zisin1929.10.391
- 地震計記象のレンズ倍率に就て 地震 第1輯 Vol.11 (1939) No.2 P.53-56, doi:10.14834/zisin1929.11.53